# Leiopelma archeyi
Leiopelma archeyi é uma espécie de anfíbio da família Leiopelmatidae. Endêmica da Nova Zelândia.

## Distribuição geográfica e habitat
Ocorre somente na península de Coromandel e na Cordilheira Whareorino na ilha do Norte, Nova Zelândia.

## Conservação
Esta listada como "em perigo crítico" pela União Internacional para a Conservação da Natureza e dos Recursos Naturais, e como uma espécie nacional em situação crítica pela Nova Zelândia. Um estudo realizado na península de Coromandel demonstrou que a população da área pesquisada diminuiu 88% entre 1996 e 2001.